# Franz Pyllemann

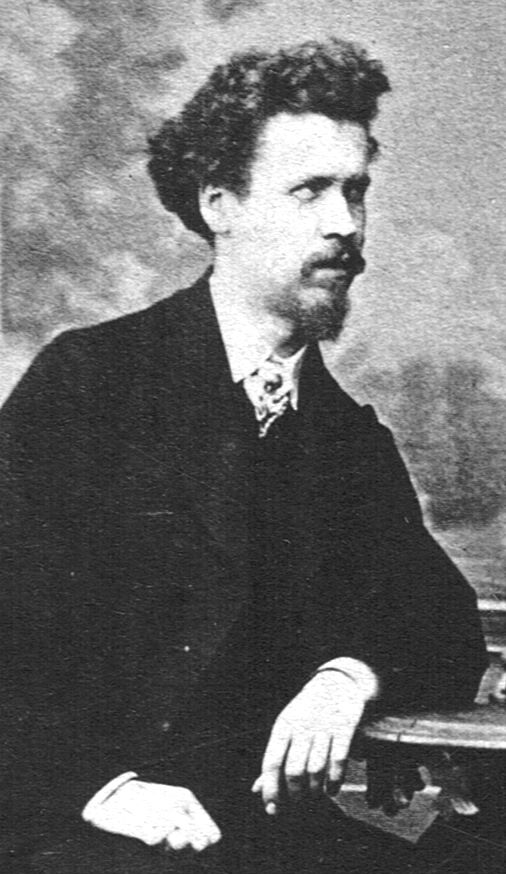
Porträt von Franz Pyllemann

Carl Franz Ernst Pyllemann (* 8. Dezember 1841 in Berlin; † 7. März 1873 in Wien) war ein Musikkritiker, Pianist und Dozent für Musiktheorie.

## Leben und Werk
Franz Pyllemann war Sohn des Berliner Theologen Johann Christian Heinrich Pyllemann. Franz war verheiratet mit Eugene (Jeny) Prager (1848–1907). Eugenes Schwester war die Wiener Sopranistin Hermine Braga (eigentlich Prager), geboren 1857 in Nagykanisza (Ungarn). Franz und Eugene hatten eine Tochter, Agnes Bricht-Pyllemann (1868–1950), spätere österreichische Konzertsängerin, sowie einen Sohn Franz, der im Alter von vier Jahren starb.
Pyllemann kam 1865 von Berlin nach Wien und unternahm von dort aus Konzertreisen nach Ungarn. Dort lernte er seine spätere Frau Eugene, die Tochter eines armen jüdischen Ladenbesitzers, kennen. Die konfessionsverschiedene Ehe konnte am 19. Oktober 1867 in Eisenach geschlossen werden.
Pyllemann lebte von 1866 bis 1869 im ungarischen Nagykanisza, wo er unter dem Namen Ferenc Pyllemann als Pianist und Komponist bekannt wurde. 1867 wurde er zum ersten Dirigenten des dortigen Chors Kanizsa Dalarda gewählt, mit welchem er die Aufführung ungarischer Werke förderte. Außerdem gab er Klavier- und Gesangsunterricht. Am 21. März 1868 gab er in Nagykanisza ein bedeutendes Konzert mit dem deutschen Pianisten Rudolf Willmers, der später sein Kollege an der Horak’schen Musikschule in Wien wurde.
Aus seiner Zeit in Ungarn stammen drei seiner Kompositionen für Klavier:
- Nocturne, Op. 7. Pest, Verlag Rózsavölgyi és Társa
- 3 Melod. Instruct. Tonstücke, Op. 9. Nr.1. Lebenslust Nr. 2. Abendempfindung Nr. 3. Albumblatt. Pest, Verlag Rózsavölgyi és Társa
- Caprice-Mazurka Op. 11. Pest, Verlag Táborszky

Zurück in Wien unterrichtete er ab 1870 Musiktheorie an der Horak’schen Musikschule. Als Musikkritiker verfasste er Artikel für die Allgemeine musikalische Zeitung, das Wiener Salonblatt und die Grazer Tagespost. Über den Wiener Musikverleger Bohumil Pazdírek wurde er in den engen Freundeskreis von Johannes Brahms aufgenommen.
Mit nur 31 Jahren starb Pyllemann an einer Bauchfellentzündung nach einer Operation. Er wurde auf dem Evangelischen Friedhof Wien-Matzleinsdorf beerdigt und hinterließ seine Frau und zwei kleine Kinder.